# (354) Элеонора
(354) Элеонора (лат. Eleonora) — довольно крупный астероид главного пояса, принадлежащий к светлому спектральному классу S, благодаря этому, во время очень близких противостояний, таких, как в 1968 и 2010 годах, видимая звёздная величина астероида может достигать значения 9,31m. Элеонора была открыта 17 января 1893 года французским астрономом Огюстом Шарлуа в обсерватории Ниццы. Происхождение названия неизвестно.

Орбита астероида Элеонора и его положение в Солнечной системе
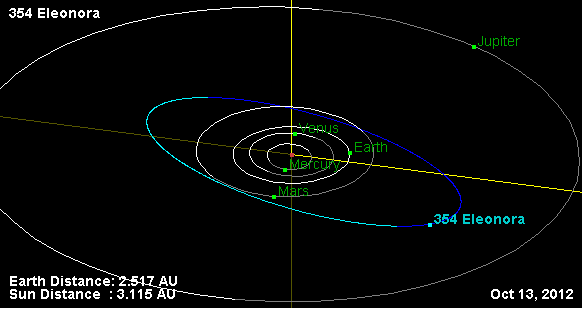
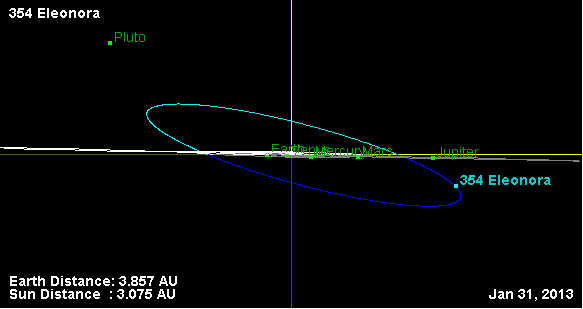